# Dolichopeza (Nesopeza) praesultator
Dolichopeza (Nesopeza) praesultator is een tweevleugelige uit de familie langpootmuggen (Tipulidae). De soort komt voor in het Australaziatisch gebied.